# Kiyoko Tanaka
Kiyoko Tanaka (japanisch 田中 希代子, Tanaka Kiyoko; * 5. Februar 1932 in Tokio; † 26. Februar 1996) war eine japanische Pianistin.

## Leben und Werk
Kiyoko Tanaka studierte an der Staatlichen Hochschule für Musik und Bildende Künste in Tokio bei Kazuko Yasukawa und Leonid Kreutzer sowie am Pariser Konservatorium bei Lazar Lévy (1950/1951). 1952 absolvierte sie am gleichen Konservatorium Vertiefungsstudien in Kammermusik bei Maurice Hewitt und Musiktheorie bei Pierre Revel.
Sie wurde mehrfach in Wettbewerben ausgezeichnet wie beim Concours international d'exécution musicale in Genf (1952), beim Concours international de piano et violon M. Long-J.Thibaud in Paris (1953) und beim Frédéric-Chopin-Klavierwettbewerb in Warschau (1955). 1960 betrieb sie weitere Klavierstudien in Wien. Seit dieser Zeit entfaltete sie eine rege internationale Konzerttätigkeit.